# Pol hitrosti
Pol hitrosti (ali trenutni center vrtenja) telesa, ki se giblje ravninsko, je točka, ki ima v določenem trenutku ničelno hitrost. V tem trenutku vektorji hitrosti drugih točk v telesu ustvarijo krožno polje okoli tega središča vrtenja. Položaj pola hitrosti se lahko skozi čas spreminja (npr. kolo) ali pa tudi ne (npr. nihalo).
Koncept pola hitrosti je zelo uporaben pri obravnavi ravninskih primerov, ki vključujejo rotacijsko in translacijsko gibanje.
Povezavo med hitrostjo rotacije in kotno hitrostjo okrog pola hitrosti nam poda slednja enačba:
{\displaystyle {\vec {v}}={\vec {\omega }}\times {\vec {r}}_{A}}
kjer je {\displaystyle {\vec {v}}} hitrost točke na telesu, {\displaystyle {\vec {\omega }}} kotna hitrost vrtečega telesa in {\displaystyle {\vec {r}}_{A}} vektor od pola hitrosti do želene točke na telesu.

## Pol hitrosti pri ravninskem gibanju
Okrog pola hitrosti telo opravlja le rotacijo, čeprav v globalnem koordinatnem sistemu opravlja translacijo in rotacijo.
Iskanje pola hitrosti: Najprej izberi dve točki A in B v gibajočem se telesu in nariši daljico med njunim začetnim in končnim položajem. Nato na vsako daljico naredi simetralo (glej skico 2): presek P teh dveh simetral je pol hitrosti ravninskega premika. 

### Premočrtno gibanje
V primeru čiste translacije pol hitrosti leži v neskončnosti: simetrale na daljice premika (glej skico 2) so vzporedne in se tako nikoli ne sekajo.

## Pol hitrosti valja, ki ne podrsava
Pol hitrosti valja, ki ne zdrsava je točka, ki se v danem trenutku dotika tal, vse ostale točke pa krožijo okrog nje.